# 熱 (ライフゲーム)
熱（ねつ、Heat）は、ライフゲームの振動子や宇宙船において定義されるもので、各世代で状態を変えるセルの平均数である。
r個のセルを備えた周期nの回転子の場合、熱は{\displaystyle {\frac {2r}{n}}}以上{\displaystyle r(1-{\frac {n{\bmod {2}}}{n}})}以下である。 n = 2とn = 3の場合、これらの範囲は等しくなる。

## 例

サインポール

- ブリンカーの場合、各時間ごとに2つのセルが死滅し2つのセルが誕生する。よって熱は4となる。
- ビーコンの場合、「2セルの死滅」と「2セルの誕生」の繰り返しである。よって熱は2である。
- ヘルツ振動子の場合、「3セル誕生」→「3セル死滅・2セル誕生」→「2セル死滅」→「1セル誕生・1セル死滅」の繰り返しである。よって熱は(3+5+2+2)/4=3である。
- グライダーの場合、各時間ごとに2つのセルが死滅し2つのセルが誕生する。よって熱は4となる。

熱が大きくなる例としては銀河(39)やパルサー(42)などの例がある。
熱の理論上の最低値は1である。1972年の時点で、バーロフェロメーター（仮訳）と言う熱が1.4の物体が確認されている。熱の上限は存在しない。サインポール（仮訳）という物体は任意の長さに拡張することができ、長さの分だけ変化するセルの数を増やすことができる。